# Slag bij Frankfurt an der Oder
Op 13 april 1631 vond de Slag bij Frankfurt an der Oder tussen het Zweedse leger van Gustaaf II Adolf en een leger van keizer Ferdinand II. De Zweden konden de zwak verdedigde stad Frankfurt aan de Oder in twee dagen innemen en behaalden zo een belangrijke overwinning in de Dertigjarige Oorlog.

## Aanloop
In 1630 had Zweden voet aan de grond gekregen in Pommeren. Op 23 januari 1631 sloot Zweden een verbond met Frankrijk. Het Verbond van Bärwalde voorzag een jaarlijkse betaling van 400.000 thaler van Frankrijk aan Zweden om de strijd tegen de Habsburgse keizer te steunen. Met dit geld kon Gustaaf Adolf nieuwe troepen werven, waaronder Schotse huurlingen. 

## Slag
Graaf Tilly voorzag een zuidwaartse beweging van het Zweedse leger. Toen de Zweden echter naar het westen trokken, richting de Elbe, trok Tilly mee op. Vervolgens trok het Zweedse leger in noordoostelijke richting. Tilly dacht dat het gevaar bezworen was en trok zich terug op Maagdenburg, dat belegerd werd door zijn troepen. Hierop leidde Gustaaf Adolf zijn troepen naar Frankfurt, dat amper verdedigd werd. Op twee dagen slaagden de Zweden en de Schotten erin de stad in te nemen.

## Gevolgen
Deze overwinning gaf Zweden de controle over de Oder. En keurvorst Georg Willem van Brandenburg zag zich gedwongen zijn neutraliteit op te geven en een alliantie met de Zweden te sluiten.